# 雅各布·阿佩尔
雅各布·阿佩爾（英語：Jacob M. Appel，1973年2月21日—）是一位美國作家、生物倫理學家、醫生、律師和社會評論家。 生於布朗克斯，並且在斯卡斯代爾成長。阿佩爾最為人所知的是他的短篇小說，他的工作是劇作家，寫作領域包括複製的道德、器官捐贈、神經科學道德和安樂死。阿佩爾的小說，The Man Who Wouldn't Stand Up，贏得2012年丹地國際書獎。